# Парламент Південної Осетії
Парламент Республіки Південна Осетія — вищий представницький законодавчий орган самопроголошеної Республіки Південна Осетія.
Статус Парламенту закріплений у главі 4 Конституції Південної Осетії. Парламент складається з однієї палати, до якої входять 34 депутати. Депутатом може бути обраний громадянин незаконної Республіки Південна Осетія, який досяг 21 року і має право брати участь у виборах. Термін виконання повноважень — 5 років. Вибори проходять по багатомандатному-територіальної виборчої системи. Роботу Парламенту очолює його Голова, який обирається більшістю голосів від загального числа депутатів.